# Hourzouf
Hourzouf (en ukrainien : Гурзуф) ou Gourzouf (en russe : Гурзуф ; en tatar de Crimée : Gurzuf) est une commune urbaine et une station balnéaire de la république autonome de Crimée, en Ukraine, occupée par la Russie depuis 2014, intégrée à la municipalité de Yalta. Sa population s'élevait à 9 117 habitants en 2013.

## Géographie
Hourzouf est située à 11 km au nord-est de Yalta, au bord de la mer Noire.

## Administration
Hourzouf fait partie de la municipalité de Yalta.

## Histoire
Hourzouf est une petite ville pittoresque avec des maisons en bois de style tatar. Le duc de Richelieu fut l'un des premiers à faire construire une villa (rachetée plus tard par la famille Vorontsov) avec un jardin exotique et un parc d'essences rares, en 1808-1811. C'est aujourd'hui un musée consacré à Alexandre Pouchkine qui y séjourna trois semaines en 1820.
La ville est nichée au fond d'une petite baie dominée par la montagne Medvid Gora (« montagne de l'Ours », en turc Aouda-Ghar, 565 m). Anton Tchekov, Alexandre Pouchkine et de nombreux artistes y séjournèrent. La maison de Tchekov, au pied d'une falaise, est une annexe du musée Tchekhov de Yalta. On peut également visiter le musée Pouchkine et les ruines d'une forteresse génoise. 
Hourzouf a le statut de commune urbaine depuis 1928.

## Population
Recensements (*) ou estimations de la population :
| 1923* | 1926* | 1939* | 1959* | 1970* | 1979*  |
| ----- | ----- | ----- | ----- | ----- | ------ |
| 1 013 | 2 377 | 6 115 | 5 914 | 6 733 | 11 102 |

| 1989*  | 2001* | 2010  | 2011  | 2012  | 2013  |
| ------ | ----- | ----- | ----- | ----- | ----- |
| 11 665 | 8 676 | 9 108 | 9 068 | 9 056 | 9 117 |

## Galerie

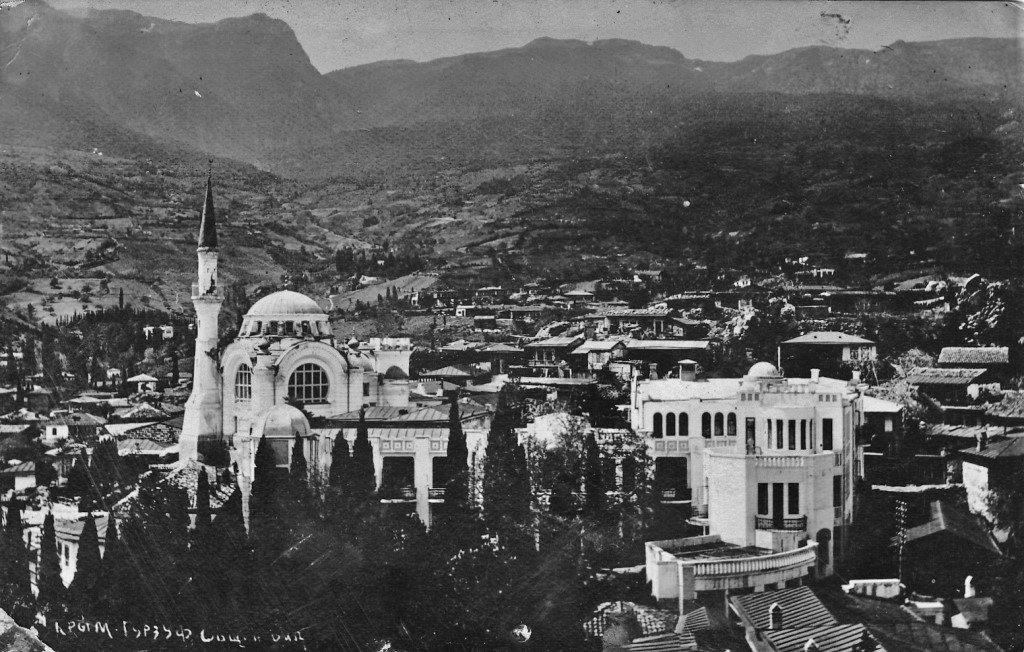
Vue de Gourzouf au début du XXe siècle.
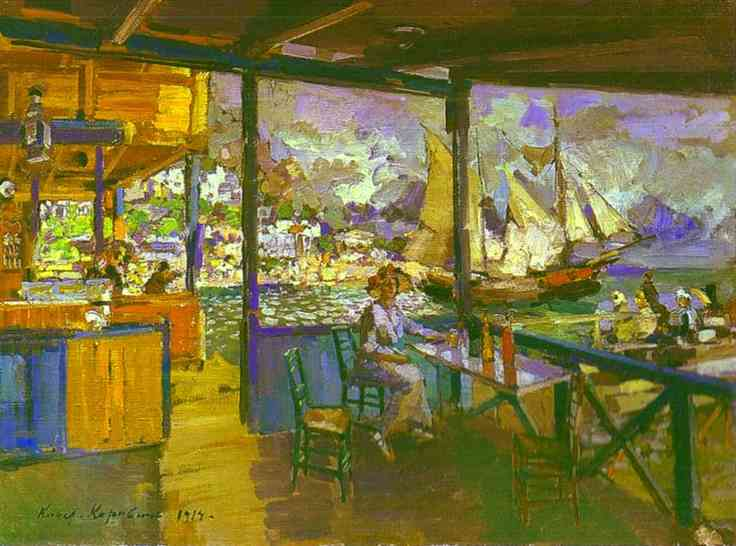
Jetée à Gourzouf par Constantin Korovine.
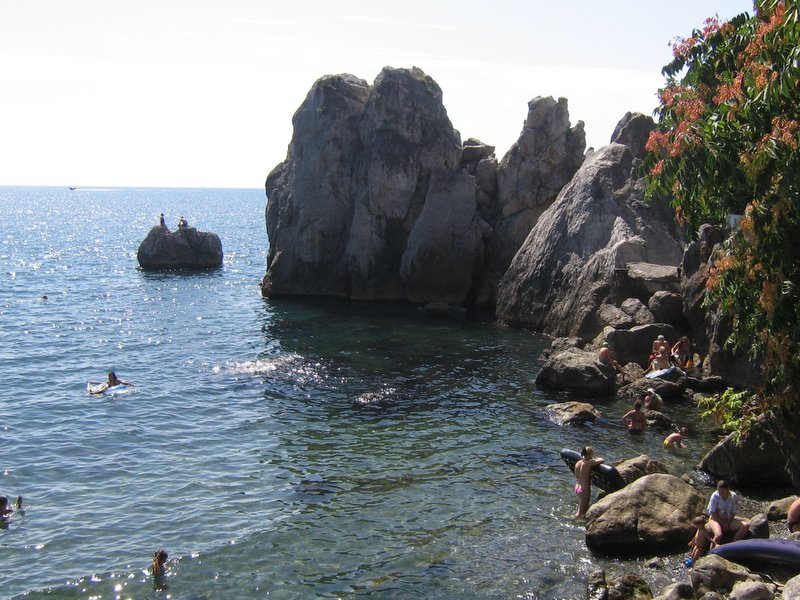
Vue de la plage de Gourzouf, de la maison de Tchékhov.

## Transports

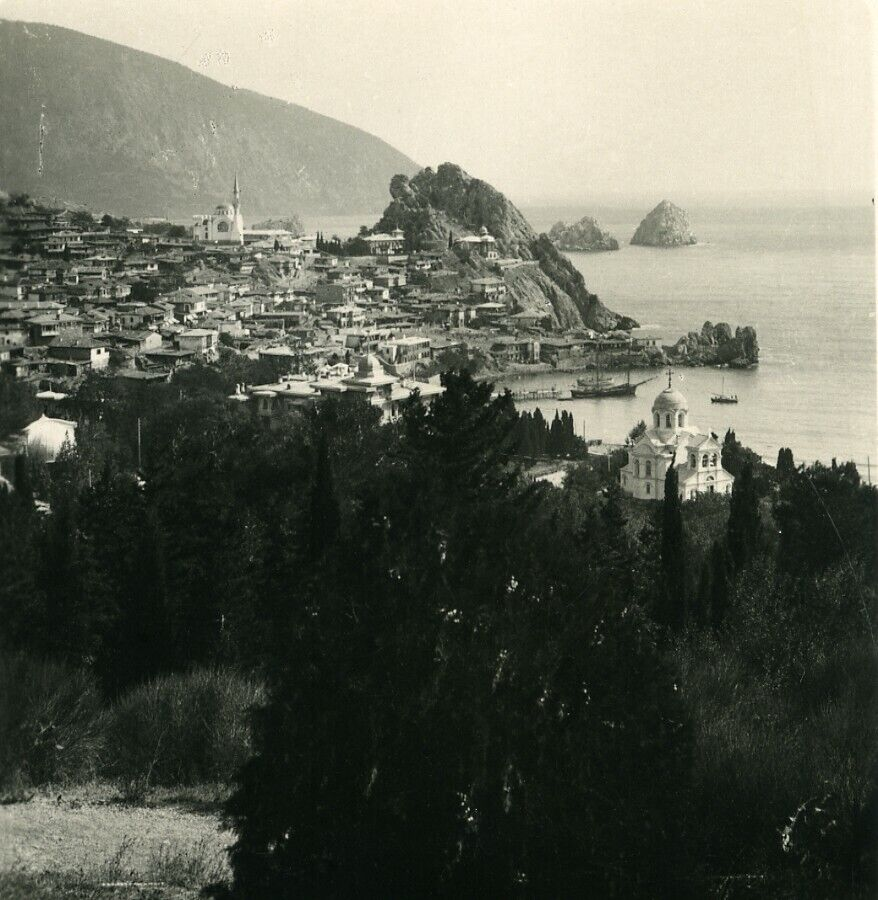
Gourzouf vers 1910.

Hourzouf est reliée à Yalta et à Simféropol par le trolleybus de Crimée.

## Personnalité
- Marius Petipa (1838-1910), chorégraphe français, y est mort.
- Nina Vyroubova (1920-2007), danseuse russo-française, y est née.